# Willy Anthoons
Willy Anthoons (* 25. März 1911 in Mecheln; † 17. Dezember 1982 in Charenton-le-Pont) war ein belgischer Bildhauer und Vertreter der abstrakten Plastik.
Anthoons war ab 1948 in Paris tätig und wurde von den Werken von Henri Laurens entscheidend geprägt. 

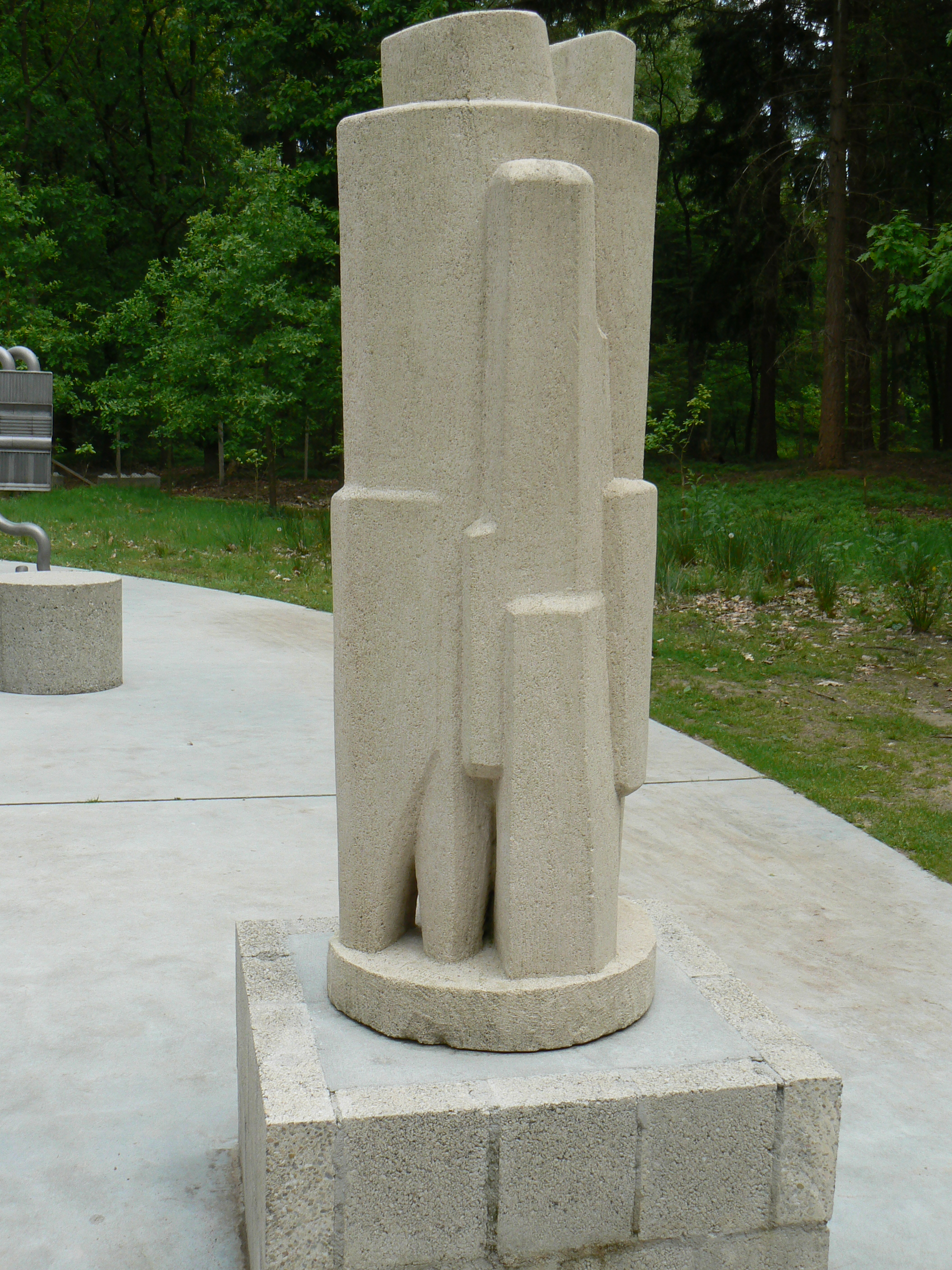
Skulptur "Forme infinie" von 1949 im Skulpturenpark am Kröller-Müller-Museum